# Anton Hawelka

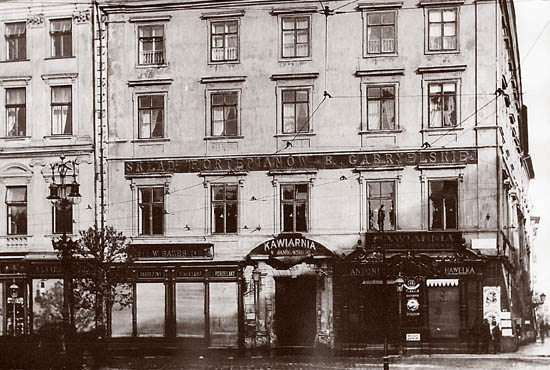
Anton Hawelkas Kolonialwarengeschäft „Pod Palmą“ (Unter der Palme) in Krakau

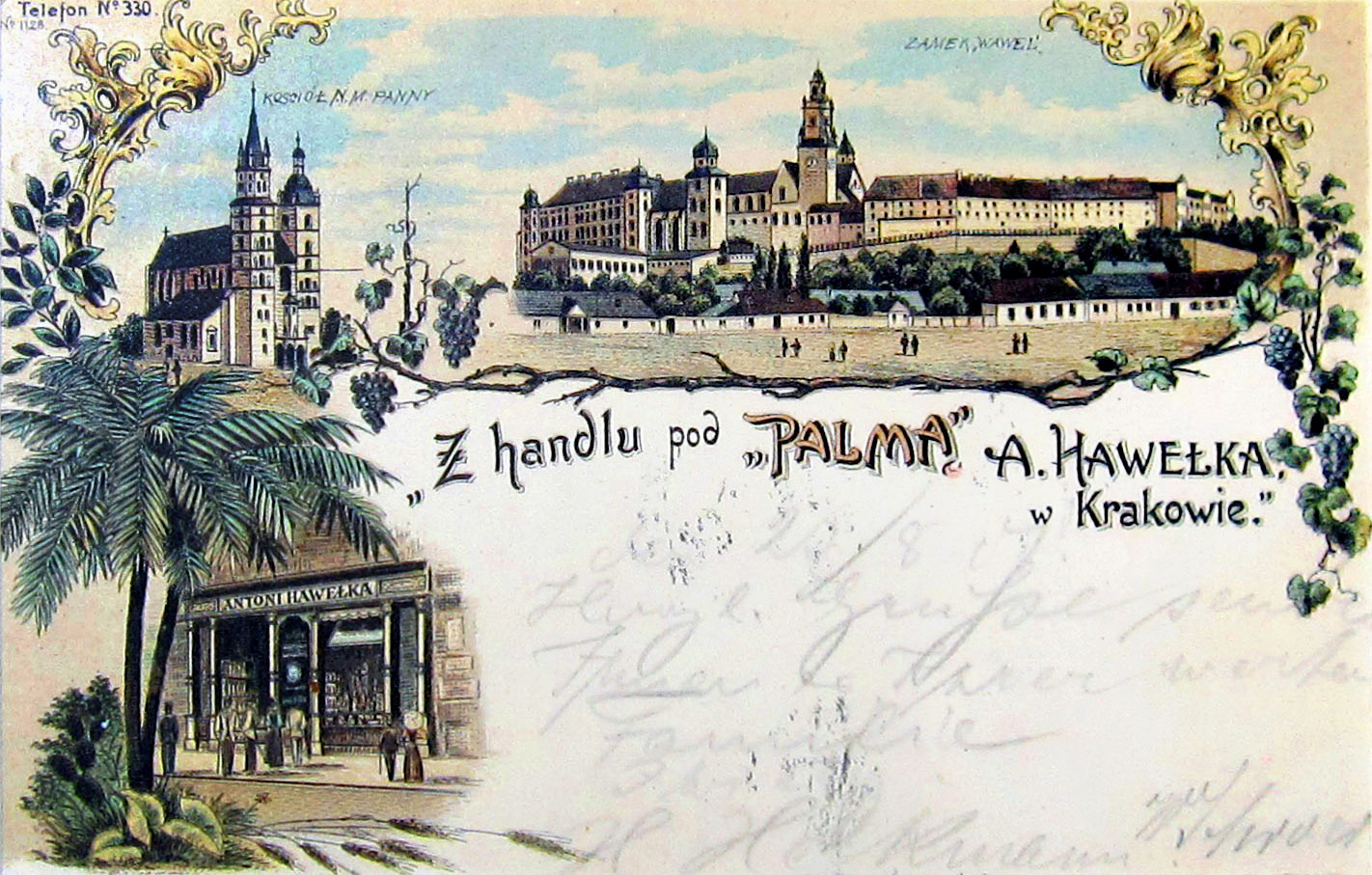
Alte Postkarte von Kolonialwarengeschäft „Pod Palmą“

Anton Hawelka, polnisch Antoni Hawełka (* 17. Jänner 1840 in Kęty; † 14. Jänner 1894 in Krakau) war ein polnischer Kaufmann und Gastronom.

## Leben
Da das Industriegesetz von 1860 die freie Berufsausübung in Galizien erlaubte, arbeitete Hawelka zuerst als Handelsaushilfe in Krakauer Firmen wie J. Wentzl, bevor er Kaufmann und Gastronom wurde.
1876 machte er sich selbständig und eröffnete am Rynek 46 sein Kolonialwarengeschäft „Pod Palmą“ (Unter der Palme). Er wurde erfolgreich und das Unternehmen expandierte, indem am Rynek 35 eine Gaststätte eröffnet wurde. Dort betrieb er ein für die damalige Zeit typisches und beliebtes Frühstückgeschäft.
Beliebte Produkte waren belegte Brötchen aller Art. Zusätzlich gab es ein Wodka- und Weinlager sowie französischen Cognac. Hawelka wurde außerhalb Krakaus bis ins Ausland bekannt. Er belieferte den griechischen sowie den Wiener Hof. Auf Grund der hohen Qualität seiner Produkte und Verdienste wurde ihm der k.u.k. Hoflieferantentitel verliehen.
Hawelka finanzierte aus eigenen Mitteln die Renovierung der St.-Anton-Kapelle in der Marienkirche. Er starb ohne Nachkommen und wurde auf dem Friedhof Rakowicki beigesetzt. Zu seinem Erben hatte er seinen Handelsgehilfen Franz Macharski gemacht, der das A. Hawełka erfolgreich weiterführte.